# Кривий Торець (станція)
Криви́й Торе́ць — пасажирська та вантажна залізнична станція Лиманської дирекції Донецької залізниці на лінії Костянтинівка — Ясинувата між станціями Фенольна (10 км) та Плещіївка (6 км). Розташована в селищі Щербинівка Бахмутського району Донецької області.

## Пасажирське сполучення
На станції зупиняються приміські поїзди до кінцевих станцій Гаврилівка, Ізюм, Лиман, Лозова Святогірськ, Скотувата, Фенольна.